# Барт Ступак
Бартолом'ю Томас «Барт» Ступак (англ. Bartholomew Thomas «Bart» Stupak; нар. 29 лютого 1952, Мілвокі, Вісконсин) — американський політик-демократ.

## Біографія
Нащадок українських емігрантів до Америки.
Навчався в Юридичному інституті імені Томаса Кула у Лансінзі (Мічиган).
Доктор юриспруденції. З 1972 по 1984 — служив у поліції, під час виконання службових обов'язків дістав поранення й був вимушений залишити службу.
Активну політичну діяльність веде з 1989 року.
Член Палати представників Конгресу США від штату Мічиган з 1993 до 2011.